# György Szabad
György Szabad (ur. 4 sierpnia 1924 w Aradzie, zm. 3 lipca 2015 w Budapeszcie) – węgierski polityk, historyk i nauczyciel akademicki, parlamentarzysta, w latach 1990–1994 przewodniczący Zgromadzenia Narodowego.

## Życiorys
Urodził się na terenie Rumunii w rodzinie żydowskiej, która na początku lat 30. osiedliła się w Budapeszcie. György Szabad od 1942 pracował jako pomocnik ogrodnika. W 1944, podobnie jak wielu innych węgierskich Żydów, został skierowany na roboty przymusowe. Uciekł z brygady robotniczej, ukrywał się przed strzałokrzyżowcami. Po przekroczeniu frontu skierowany na roboty przymusowe przez Rosjan, uciekł z nich w 1945. W latach 1949–1951 zatrudniony w archiwach państwowych. W 1950 ukończył historię na Uniwersytecie Loránda Eötvösa. Od 1951 pracował jako nauczyciel akademicki na tej uczelni, od 1970 na stanowisku profesorskim. W 1994 uzyskał status profesora emerytowanego. W pracy naukowej zajmował się początkowo historię XIX wieku, następnie historią gospodarczą i społeczną w XX wieku. W 1982 został członkiem korespondentem Węgierskiej Akademii Nauk, w 1998 uzyskał status członka zwyczajnego tej instytucji.
Należał do założycieli Węgierskiego Forum Demokratycznego. Od 1989 brał aktywny udział w negocjacjach, które zapoczątkowały proces demokratyzacji Węgier. W 1990 w pierwszych wolnych wyborach uzyskał mandat posła do Zgromadzenia Narodowego. W tym samym roku objął funkcję przewodniczącego parlamentu, zastępując wybranego na prezydenta Árpáda Göncza. Pełnił ją do końca kadencji w 1994. Z powodzeniem ubiegał się o poselską reelekcję, sprawując mandat deputowanego do 1998. W 1996 opuścił MDF, dołączył do Węgierskiej Demokratycznej Partii Ludowej, w której działał do 2001.
Odznaczony Orderem Zasługi I klasy, wyróżniony nagrodą Széchenyi-díj.

## Publikacje
- A tatai és gesztesi Esterházy-uradalom (1957)
- Forradalom és kiegyezés válaszútján 1860–61 (1967)
- Hungarian Political Trends… 1849–1867 (1977)
- Kossuth politikai pályája (1977)
- Az önkényuralom kora 1849–1867 (1979)
- Miért halt meg Teleki László? (1985)
- Magyarország önálló államiságának kérdése a polgári átalakulás korában (1986)
- A zsellérilletmény (1987)
- A kormány parlamenti felelősségének kérdése (1998)
- The Conceptualization of a Danubian Federation (1999)
- A parlamentáris kormányzati rendszer megteremtése, védelmezése, és kockáztatása Magyarországon 1848–1867 (2000)
- Kossuth irányadása (2002)
- Egy történész „aforizmáiból” (2005)